# William Lyman (Politiker)
William Lyman (* 7. Dezember 1755 in Northampton, Province of Massachusetts Bay; † 22. September 1811 in Cheltenham, England) war ein US-amerikanischer Politiker. Zwischen 1793 und 1797 vertrat er den Bundesstaat Massachusetts im US-Repräsentantenhaus.

## Werdegang
William Lyman besuchte bis 1776 das Yale College. Er schloss sich der amerikanischen Revolution an und diente als Major im Unabhängigkeitskrieg. Nach dem Krieg begann er eine politische Laufbahn. Im Jahr 1787 war er Abgeordneter im Repräsentantenhaus von Massachusetts; 1789 gehörte er dem Staatssenat an. Politisch wurde er ein Gegner der ersten Bundesregierung unter Präsident George Washington (Anti-Administration Party). Später wurde er Mitglied der von Thomas Jefferson gegründeten Demokratisch-Republikanischen Partei.
Bei den Kongresswahlen des Jahres 1792 wurde Lyman im zweiten Wahlbezirk von Massachusetts in das US-Repräsentantenhaus gewählt, wo er am 4. März 1793 die Nachfolge von Samuel Dexter antrat.  Nach einer Wiederwahl konnte er bis zum 3. März 1797 zwei Legislaturperioden im Kongress absolvieren. Zwischen 1796 und 1800 war Lyman Brigadegeneral der Staatsmiliz von Massachusetts. Seit 1805 fungierte er als amerikanischer Konsul in London. Er starb am 22. September 1811 im englischen Cheltenham.